# دشنوک
دشنوک شهری کوچک در بخش بیکانر در راجستان هند است. این شهر به خاطر پرستشگاه کارنی ماتا مشهور است. 

## جغرافیا
دشنوک در سی کیلومتری جنوب شهر بیکانر واقع شده است. ارتفاع متوسط آن است سطح دریا، ۲۶۵ متر است.

## جمعیت
طبق سرشماری سال ۲۰۰۱ هند، جمعیت دشنوک ۱۵۷۹۱ نفر بود که مردها ۵۱٪ و زن‌ها ۴۹٪ جمعیت را شامل می‌شدند. بر مبنای آن سرشماری، ۵۱٪ مردم دشنوک سواد داشتند (میانگین سواد در هند ۵۹/۵٪ بود) که سواد مردان ۶۰٪ و سواد زنان ۴۱٪ بود. همچنین ۱۹٪ جمعیت زیر ۶ سال بودند.